# Фальцакаппа, Джованни Франческо
Джованни Франческо Фальцакаппа (итал. Giovanni Francesco Falzacappa; 7 апреля 1767, Корнето, Папская область — 18 ноября 1840, Рим, Папская область) — итальянский куриальный кардинал. Секретарь Священной Конгрегации доброго управления с 28 сентября 1801 по 9 марта 1816. Секретарь Священной Конгрегации церковного иммунитета с 9 марта 1816 по 10 марта 1823. Секретарь Священной Конгрегации Тридентского Собора с 22 июля 1816 по 10 марта 1823. Титулярный архиепископ Афин с 27 сентября 1819 по 10 марта 1823. Епископ-архиепископ Анконы и Уманы с 10 марта 1823 по 23 мая 1824. Префект Верховного Трибунала Апостольской Сигнатуры Правосудия с 7 января 1829 по 18 ноября 1840. Префект Конгрегации переписи с 5 февраля 1832 по 18 ноября 1840. Камерленго Священной Коллегии кардиналов с 18 февраля 1839 по 27 апреля 1840. Вице-декан Священной Коллегии кардиналов с 22 ноября 1839 по 18 ноября 1840. Кардинал-священник с 10 марта 1823, с титулом церкви Санти-Нерео-эд-Акиллео с 16 мая 1823 по 17 ноября 1823. Кардинал-священник с титулом церкви Санта-Мария-ин-Трастевере с 17 ноября 1823 по 5 июля 1830. Кардинал-епископ Альбано с 5 июля 1830 по 22 ноября 1839. Кардинал-епископ Порто и Санта Руфины и Чивитавеккьи с 22 ноября 1839 по 18 ноября 1840. 